# Le PDG a des ratés
Pour plus de détails, voir Fiche technique et Distribution.
Le PDG a des ratés (La prima notte del dottor Danieli, industriale, col complesso del... giocattolo) est une comédie érotique italienne en coproduction française réalisée par Giovanni Grimaldi et sortie en 1970.
Avec 4,3 millions de spectateurs, le film se place 20e du palmarès 1970-71 des meilleurs entrées en Italie.

## Synopsis
Carlo Danieli est un industriel sicilien, un coureur de jupons très doué. Il épouse la belle Elena, mais lors de sa nuit de noces, il découvre que la jeune fille est encore vierge. Habitué à fréquenter des femmes de facile vertu, Carlo est tellement choqué par la nouvelle qu'il ne peut rien conclure.
Il se confie à un médecin qui, cependant, a la parole facile : très vite, la nouvelle se répand. La mère d'Elena, Donna Virginia, apprend également la nouvelle par sa fille et tend la main au couple pour tenter de les aider.
Carlo essaie tous les remèdes possibles, se mettant dans des situations paradoxales aux conséquences indésirables. Pour tenter d'obtenir l'effet désiré, Carlo Danieli commence à consommer une quantité considérable d'eau Pozzillo, à l'époque mise en bouteille dans le hameau d'Acireale du même nom, considérée comme thérapeutique pour ceux qui souffrent de problèmes d'érection. Cependant, rien ne change.
Ce sera Donna Virginia qui trouvera la solution : pour aider son gendre à surmonter le complexe, elle paiera une prostituée. Carlo retrouvera ainsi sa virilité et son honneur perdus.  

## Fiche technique
- Titre original italien : La prima notte del dottor Danieli industriale col complesso del giocattolo[1]
- Titre français : Le PDG a des ratés ou Beaucoup de nuits pour rien ou La Toubib en délire ou Un os pour une nuit de noces[2]
- Réalisateur : Giovanni Grimaldi
- Scénario : Giovanni Grimaldi  d'après la pièce Aragoste di Sicilia de Bruno Corbucci et Giovanni Grimaldi
- Photographie : Aldo Greci
- Montage : Dolores Tamburini (it)
- Musique : Riz Ortolani
- Décors : Francesco Cuppini
- Costumes : Giulia Mafai (it)
- Production : Fulvio Lucisano, Felice Colaiacomo, Franco Poccioni
- Sociétés de production : Italian International Film, Medusa Distribuzione, Princeps Produzioni Cinematografiche e Televisive
- Pays de production :  Italie •  France
- Langue originale : italien
- Format : Couleur par Eastmancolor - Son mono - 35 mm
- Durée : 93 minutes
- Genre : Comédie érotique italienne
- Dates de sortie :
  - Italie : 19 décembre 1970
  - France : 25 juin 1975

## Distribution
- Lando Buzzanca : Carlo Danieli
- Françoise Prévost : Virginia
- Katia Christine : Elena
- Alfredo Rizzo : Federico
- Carletto Sposito : Totò
- Linda Sini : Concettina, la femme de Totò
- Enzo Garinei : Chevron
- Renato Malavasi : directeur d'hôtel
- Ileana Riganò : Teresa Durini
- Ira von Fürstenberg : Laura, épouse de Federico
- Saro Urzì : le médecin de l'hôtel

## Production
Le film a été tourné principalement à Acireale, avec d'autres scènes à Aci Castello, Taormine et dans la ville de Catane. 